# Erdei fülesbagoly
Az erdei fülesbagoly (Asio otus) a madarak (Aves) osztályának bagolyalakúak (Strigiformes) rendjébe, ezen belül a bagolyfélék (Strigidae) családjába tartozó faj. Közép-Európa egyik leggyakoribb, Magyarország leggyakoribb bagolyfaja.
2020-ban az év madarának választották.

## Előfordulása
Európában, Ázsiában és Észak-Amerikában költ. Európai állománya 609 000–1 550 000 egyed; trendje nem ismert.

### A Kárpát-medencében

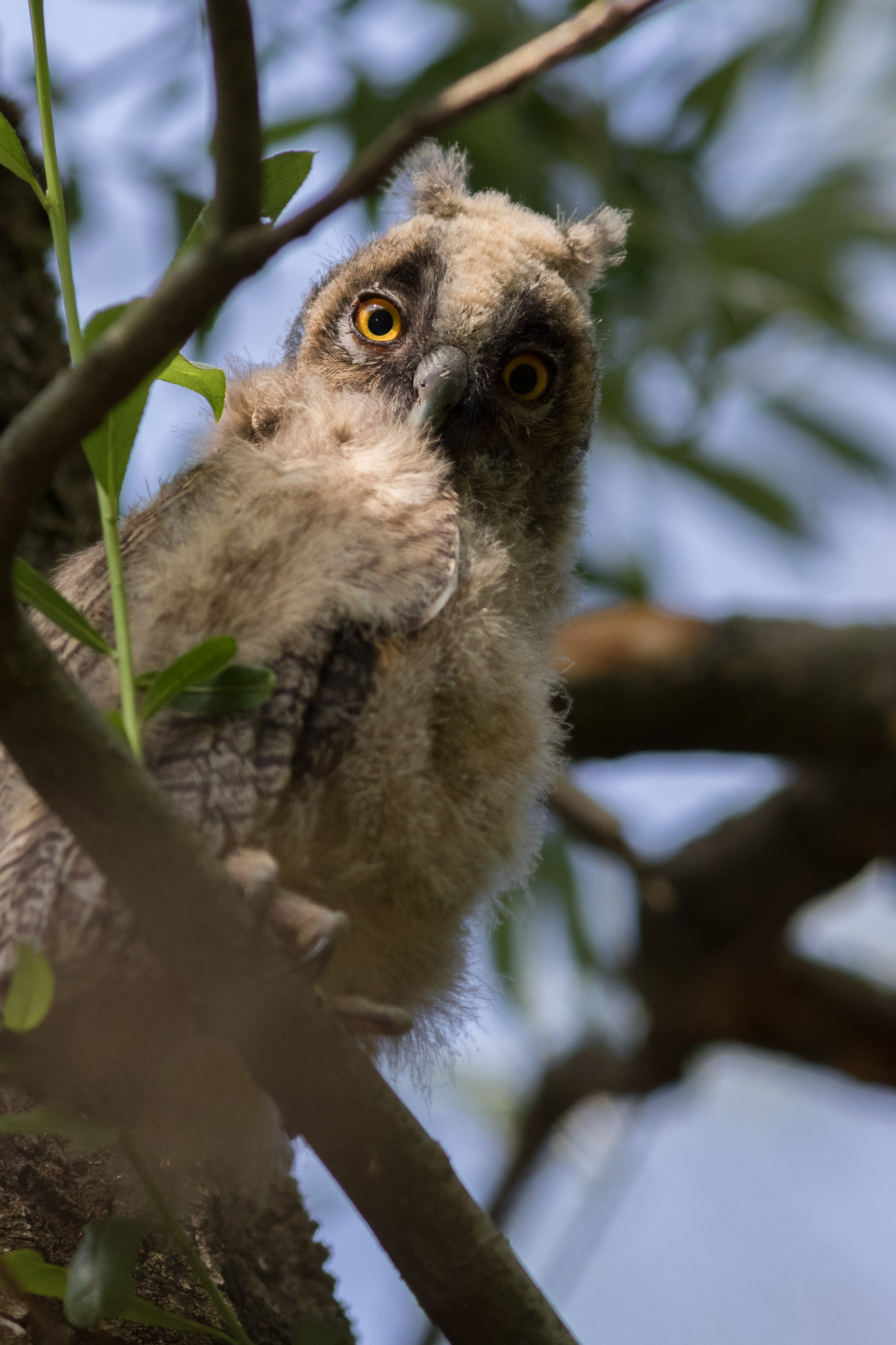
Erdei fülesbagoly fióka egy kis-dunai szigetcsoporton

Magyarországon rendszeresen fészkel, nem vonul. A Dunántúlon és az Alföldön egyaránt elterjedt, a leggyakoribb bagolyfaj. Télire az állomány fel is szaporodik, mert északabbról is érkeznek egyedek. Hazai állománya stabil, de a varjútelepek növelésével növelhető. 1995–2002 között hazánkban 6500–12 000 pár fészkelt. Az országos állományváltozás trendje nem ismert, mert azóta nincs elegendő adat.

## Alfajai
- Asio otus canariensis (Madarasz, 1901) – Kanári-szigetek
- Asio otus otus (Linnaeus, 1758) - Európa, Észak-Afrika és Ázsia
- Asio otus tuftsi (Godfrey, 1948) - Észak-Amerika nyugati részén Kanada nyugati részétől délre Mexikó északi részéig
- Asio otus wilsonianus – Észak-Amerika keleti részén Kanada középső és délkeleti része és az Amerikai Egyesült Államok középső és keleti államai

## Megjelenése
Közepes nagyságú bagoly: testhossza 35–40 centiméter, szárnyfesztávolsága 90–100 centiméter, testtömege pedig 220–435 gramm közötti. Jól látható tollfülekkel és nagy, narancsvörös szemekkel rendelkezik. A hím, a tojó és a fiatalok hasonló színezetűek.

## Életmódja
Neve ellenére kerüli a nagy, zárt erdőket. A kis erdőfoltokat, a folyók ártereit, a parkokat, öreg temetőket kedveli. 
Ragadozó madár. Rágcsálókra vadászik nyílt területeken. Kedvence a mezei pocok; köpetei ezek koponyáival vannak tele. Havas teleken több madarat is megfog — főleg verebeket. Lesőhelyről csap le zsákmányára, de éjszaka hallás után is vadászik. Október végén, novemberben kisebb-nagyobb csoportokban 8–10, de néha akár 80–100 példány is együtt tölti a napot. Nyugodtan pihennek tűlevelűeken, gyakran városok, falvak belterületén álló lucfenyőkön. Ha nem zavarják őket, évről évre felkeresik e helyeket. A hímek párzási időben a nappalt a fészek közelében töltik fákon vagy bokrokon, ahonnan szemmel tudják tartani a fészket is. Néha csupán embermagasságban ül, és ha úgy haladunk el mellette, hogy azt hiszi, nem vettük észre, nem repül el, csak nagy szemével kíséri minden mozdulatunkat. A telelő csoport a tél végéig, március elejéig marad együtt, majd párokra bomlik.
A telet gyakran a településekre húzódva, általában örökzöldeken vészeli át.
Horgas, éles és hegyes csőre kiváló fegyver, ezzel üti agyon a lábával megfogott áldozatát. A táplálék megkeresésében hallása és látása segíti.

## Szaporodása
Fészket nem épít, helyette főleg az elhagyott varjúfészkeket használja — éppen ezért a múlt század első felében a varjak vadászata során sok fészekaljat kilőttek. A hím jelöli ki a területet, de az alkalmas fészket a tojó választja ki. A megfelelőnek talált fészekből akár el is zavarhatja a tulajdonost. A fészek helye lehet magas ágakon, de alacsony bokrokon is. A 4-6 fehér tojást március második felében vagy április elején rakja le. A költési időszak áprilisban kezdődik, de még májusban is tart, de enyhe teleken a párok már korábban kialakulnak. Ha a fészekalja elpusztul, költ később is. Ha bő az élelem, a fészekalj akár 4-6 tojásból is állhat. 
A tojó az első tojás lerakása után azonnal kotlani kezd, így a fiókák között rendre egy-egy nap korkülönbség van. 27-28 napig kotlik, csak késő este jön ki a fészekből, hogy a tollait rendbe szedje. Az eleséget a hím hordja. 
Fiókái fészeklakók. A fehér pihés apróságokat a tojó melegíti. Az elején csak a hím látja el élelemmel a családot, a fiókák 2 hetes kora után a tojó is vadászik. A fiókák szeme 5–7 nap után nyílik ki. A fészket három hetesen, még röpképességük elérése előtt elhagyják, és a környékbeli fák koronájában ugrándozva szétszóródnak. Este  panaszos, síró hívóhangjukkal jelzik hollétüket. Ez a hangos, elnyújtott és magas „pí-í” a tavaszi, nyári esték (májustól augusztus végéig) jellemző hangjainak egyike; akár egy km-ről is hallható. A fiókák akár egész este vijjoghatnak.
Egy hónapos koruk után tanulnak meg repülni, ami után szüleik egy ideig még etetik őket. A ragadozók (róka, nyest, héja és egerészölyv) főleg a röpképtelen fiókákat veszélyeztetik.
|  |  |  |